# Fosses-la-Ville
Fosses-la-Ville (valonă Fosse) este un oraș francofon din regiunea Valonia din Belgia. Comuna Fosses-la-Ville este formată din localitățile Fosses-la-Ville, Aisemont, Le Roux, Sart-Eustache, Sart-Saint-Laurent și Vitrival. Suprafața sa totală este de 63,24 km². La 1 ianuarie 2008 comuna avea o populație totală de 9.476 locuitori. 